# Colostethus panamansis
Colostethus panamansis — вид жаб родини дереволазових (Dendrobatidae).

## Поширення
Вид поширений у Панамі та Колумбії. У Колумбії відомий лише у Національному парку Лос-Катіос поблизу кордону з Панамою. Мешкає поблизу струмків у рівнинних лісах. У гори піднімається до висоти 800 м над рівнем моря.

## Опис
Самці завдовжки 19-27 мм, самиці — 25-29 мм.

## Спосіб життя
Самиця відкладає ікру у лісовій підстилці та охороняє кладку. Після вилуплення самиця носить пуголовків на спині протягом 9 днів. Потім самиця занурюються у швидкоплинний струмок, де пуголовки відокремлюються від самиці.